# Aurélie Adam Soulé
Aurélie Adam Soulé, de son vrai nom Aurélie Adam Soulé Zoumarou, née le 11 avril 1983 à Nikki, est une femme politique béninoise et spécialiste des sciences de l'information et de la communication.
En octobre 2017, à la suite du remaniement du gouvernement du président Patrice Talon, elle est nommée ministre chargée de l'Économie numérique et de la Digitalisation.

## Biographie

### Études et Formations
En 2001, Aurélie Adam Soulé s'inscrit en classe préparatoire aux grandes écoles (CPGE) en filières scientifiques pour préparer les concours d'entrée dans les grandes écoles d'ingénieur de Paris. En 2003, elle rejoint l'Institut national des Télécommunications, devenu Télécom SudParis, où elle obtient un diplôme d'ingénieur généraliste en technologies de l’information et de la communication.
Aurélie Adam Soulé, obtient en 2007 un master spécialisé dans les télécommunications et l'ingénierie des TIC à Telecom Sud Paris.
En 2015, elle obtient un certificat en gestion des politiques publiques et en leadership à la Maxwell School of Citizenship and Public Affairs de Syracuse. En 2017, elle s'inscrit à l'École Doctorale Montaigne – Humanités, Université Bordeaux pour passer un Doctorat en Sciences de l’Information et de la Communication sur le thème « Analyse des politiques publiques d’expansion des réseaux de télécommunication et des services des TIC dans les zones rurales en Afrique : cas du Bénin ».
Elle détient également un certificat en gestion des politiques publiques et du leadership de la Maxwell School of Citizenship and Public Affairs de Syracuse University (New York).

### Parcours professionnel
Spécialiste des télécommunications et des TIC, elle travaille dans l'industrie des TIC chez SFR France avant de rejoindre Accenture France en tant que Consultante en Système d’Information.
À l’Association Mondiale du Secteur Mobile (GSMA) Afrique à Abidjan en Côte d’Ivoire, elle est chargée des politiques publiques dans le secteur des télécommunications : elle contribue à apporter des services mobiles à 635 millions d'Africains jusque-là sans accès équitable à Internet.
En 2008, elle revient au Bénin, son pays natal, et rejoint le Bureau du régulateur de l’Autorité de Régulation de Communication Électronique et de la Poste (ARCEP BENIN) et devient responsable du spectre jusqu’à son entrée dans le gouvernement du Président Patrice Talon en novembre 2017,,.

### Parcours politique
Conformément au décret no 2017-506 du 27 octobre 2017 portant composition du Gouvernement, elle est nommée ministre de l’Économie numérique et de la Communication, succédant ainsi à Madame Rafiatou Monrou après 18 mois à ce poste dans le gouvernement du président Patrice Talon,.
Le jeudi 5 septembre 2019, à la faveur du remaniement ministériel conformément au décret No 2019-396 du 05 septembre 2019 portant composition du gouvernement, son portefeuille change de nom : le ministère de l’Économie numérique et de la Communication devient le ministère du Numérique et de la Digitalisation. Elle cède le volet de la Communication et de la Poste du ministère à son successeur Maître Alain Orounla au poste de ministre de la Communication et de la Poste et porte-parole du gouvernement, un nouveau poste ministériel.
En 2020, elle est élue présidente du réseau francophone des ministres chargés de l’économie numérique (RFMEN).
Avant de rejoindre la GSM Association, elle est la responsable de la Gestion du spectre à l’Autorité de régulation des télécommunications du Bénin (Arcep Bénin).

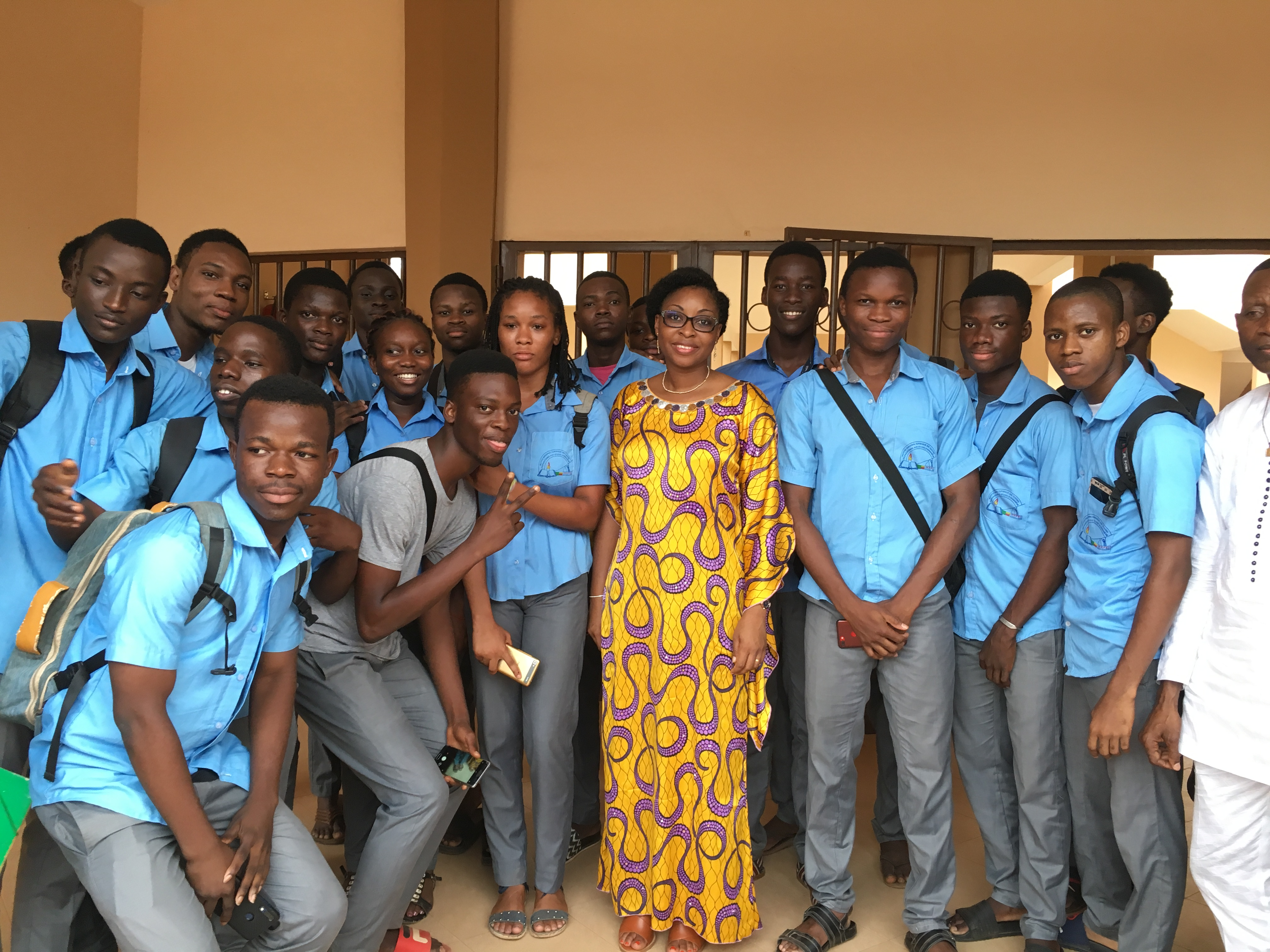
Aurélie Adam Soulé Zoumarou avec des étudiants de l'université (UNSTIM) à Abomey au Bénin.
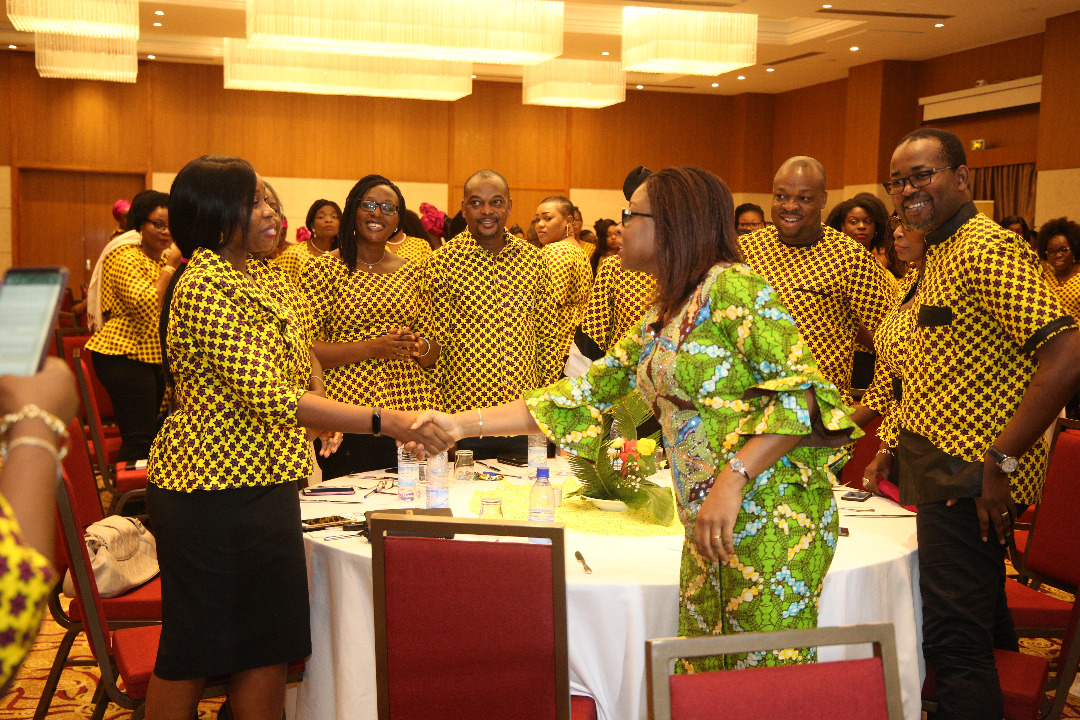
Journée Internationale des Droits des Femmes - Cotonou 2019
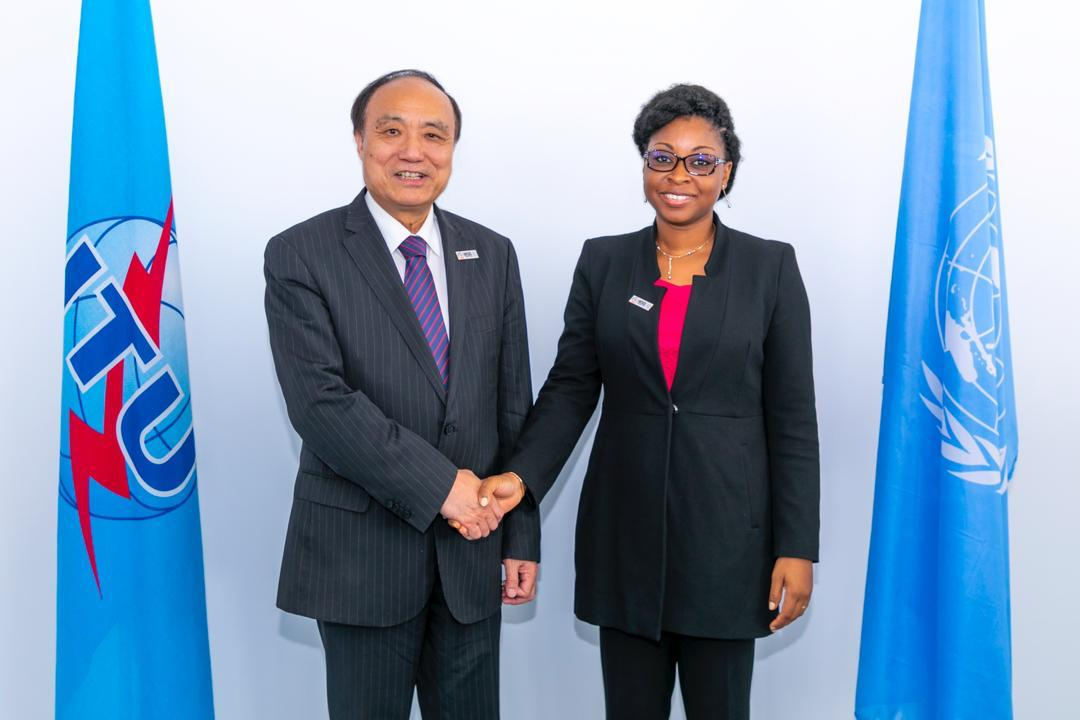
Aurélie Adam Soulé Zoumarou et Monsieur Houlin Zhao, Secrétaire général de l'Union Internationale des Télécommunications (UIT)
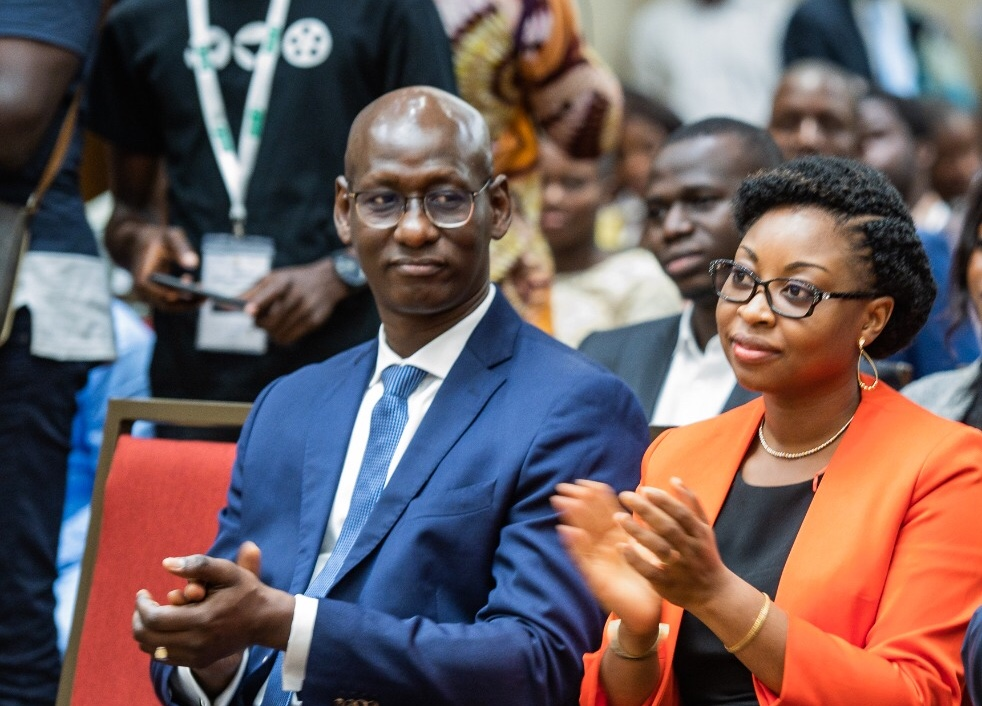
Aurélie Adam Soulé Zoumarou et Mohamadou Diallo, DG Cio Mag au Digital African Tours organisé à Cotonou en 2019
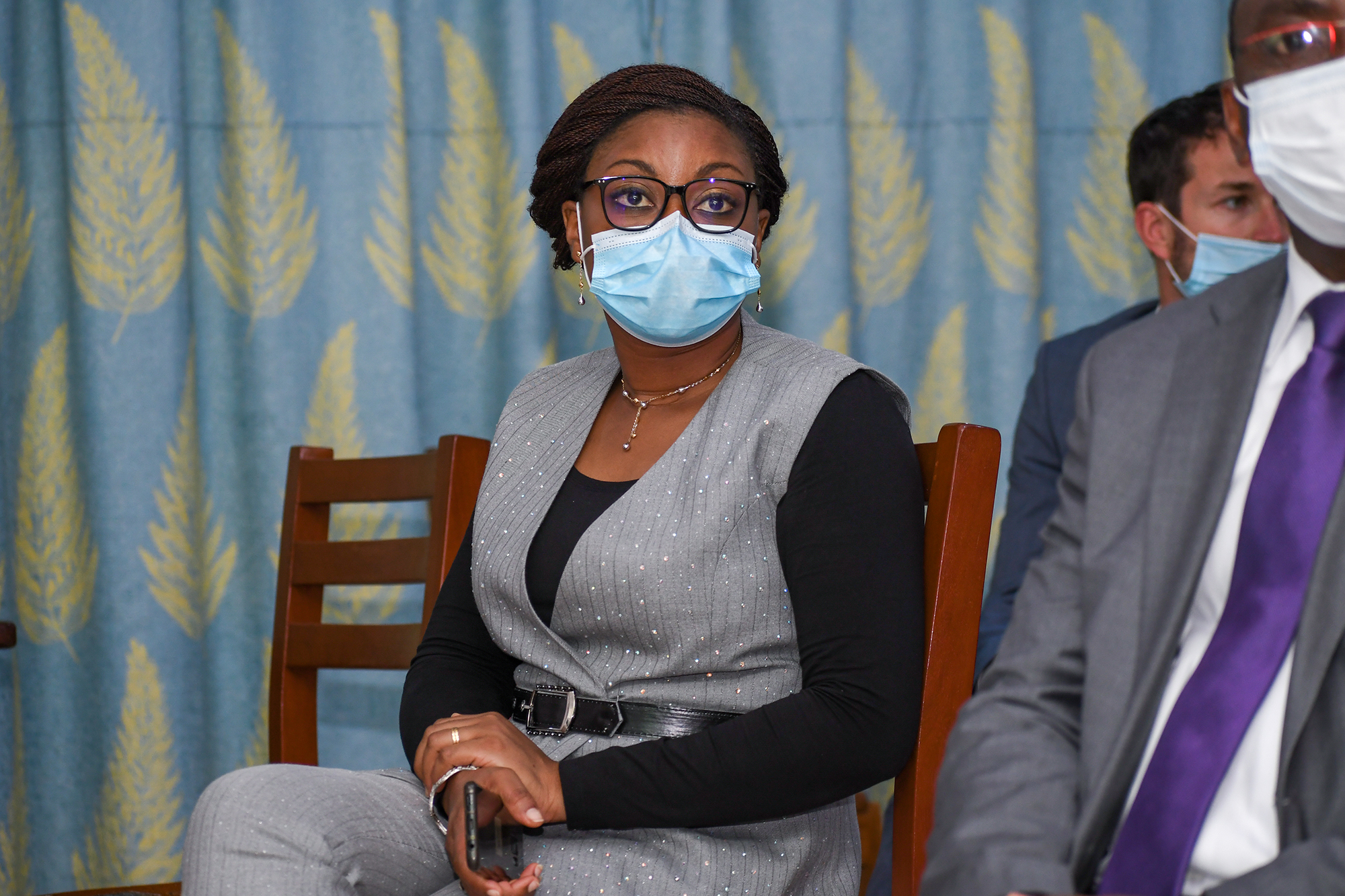
Aurélie Adam Soulé au Campus numérique francophone de Cotonou.

## Récompenses et distinctions
- 2015 : Boursière du Mandela Washington Fellowship de la Young African Leaders Initiative[9].